# Carex castanostachya
Espèce
Classification phylogénétique
Carex castanostachya est une espèce de plantes du genre Carex et de la famille des Cyperaceae.